# Pardubice (distrikt)
Pardubice (tjeckiska: Okres Pardubice) är ett distrikt i Pardubice i Tjeckien. Centralort är Pardubice.

## Komplett lista över städer och byar
(städer är fetmarkerade)
- Barchov
- Bezděkov
- Borek
- Brloh
- Břehy
- Bukovina nad Labem
- Bukovina u Přelouče
- Bukovka
- Býšť
- Časy
- Čeperka
- Čepí
- Černá u Bohdanče
- Dašice
- Dolany
- Dolní Roveň
- Dolní Ředice
- Dříteč
- Dubany
- Hlavečník
- Holice
- Holotín
- Horní Jelení
- Horní Ředice
- Hrobice
- Choltice
- Choteč
- Chrtníky
- Chvaletice
- Chvojenec
- Chýšť
- Jankovice
- Jaroslav
- Jedousov
- Jeníkovice
- Jezbořice
- Kasalice
- Kladruby nad Labem
- Kojice
- Kostěnice
- Křičeň
- Kunětice
- Labské Chrčice
- Lány u Dašic
- Lázně Bohdaneč
- Libišany
- Lipoltice
- Litošice
- Malé Výkleky
- Mikulovice
- Mokošín
- Morašice
- Moravany
- Němčice
- Neratov
- Opatovice nad Labem
- Ostřešany
- Ostřetín
- Plch
- Poběžovice u Holic
- Poběžovice u Přelouče
- Podůlšany
- Pravy
- Přelouč
- Přelovice
- Přepychy
- Ráby
- Rohovládova Bělá
- Rohoznice
- Rokytno
- Rybitví
- Řečany nad Labem
- Selmice
- Semín
- Sezemice
- Slepotice
- Sopřeč
- Sovolusky
- Spojil
- Srch
- Srnojedy
- Staré Hradiště
- Staré Jesenčany
- Staré Ždánice
- Starý Mateřov
- Stéblová
- Stojice
- Strašov
- Svinčany
- Svojšice
- Tetov
- Trnávka
- Trusnov
- Třebosice
- Turkovice
- Uhersko
- Úhřetická Lhota
- Újezd u Přelouče
- Újezd u Sezemic
- Urbanice
- Valy
- Vápno
- Veliny
- Veselí
- Vlčí Habřina
- Voleč
- Vysoké Chvojno
- Vyšehněvice
- Zdechovice
- Žáravice
- Živanice